# Ataru Esaka
Ataru Esaka (江坂 任 Esaka Ataru?, Sanda, Hyōgo, 31 de mayo de 1992) es un futbolista japonés que juega como centrocampista en el Fagiano Okayama de la J1 League.

## Clubes
| Club                | País          | Año       |
| ------------------- | ------------- | --------- |
| Thespakusatsu Gunma | Japón         | 2015      |
| Omiya Ardija        | Japón         | 2016-2017 |
| Kashiwa Reysol      | Japón         | 2018-2021 |
| Urawa Red Diamonds  | Japón         | 2021-2022 |
| Ulsan HD F. C.      | Corea del Sur | 2023-2024 |
| Fagiano Okayama     | Japón         | 2025-     |

## Palmarés

### Títulos nacionales
| Título             | Club                | País          | Año  |
| ------------------ | ------------------- | ------------- | ---- |
| Copa del Emperador | Urawa Red Diamonds  | Japón         | 2021 |
| Supercopa de Japón | Urawa Red Diamonds  | Japón         | 2022 |
| K League 1         | Ulsan Hyundai F. C. | Corea del Sur | 2023 |
| K League 1         | Ulsan HD F. C.      | Corea del Sur | 2024 |